# Chelonarium
Chelonarium es un género de escarabajos de la familia Chelonariidae.

## Especies
- Chelonarium atrum Fabricius, 1801
- Chelonarium grande Pic, 1922
- Chelonarium lecontei Thomson, 1867
- Chelonarium liratulum Ancey, 1884
- Chelonarium luteovestitum Méquignon, 1934
- Chelonarium montanum Wickham, 1914
- Chelonarium murinum Méquignon, 1934
- Chelonarium nitidum Méquignon, 1934
- Chelonarium obscuripenne Pic, 1917
- Chelonarium pilosellum Chevrolat, 1880
- Chelonarium rufum Pic, 1922
- Chelonarium simulator Méquignon, 1934
- Chelonarium sp-one
- Chelonarium tonkineum Pic, 1922